# Ballots (Mayenne)
Ballots település Franciaországban, Mayenne megyében. Lakosainak száma 1298 fő (2022. január 1.). Ballots Fontaine-Couverte, Gastines, Laubrières, Livré-la-Touche, Méral, La Roë, Saint-Michel-de-la-Roë és La Selle-Craonnaise községekkel határos.

## Népesség
A település népességének változása:
| Lakosok száma | 1242 | 1092 | 1049 | 1172 | 1264 | 1269 | 1281 | 1298 | 1305 | 1298 |
|               | 1968 | 1982 | 1990 | 2006 | 2013 | 2015 | 2017 | 2019 | 2020 | 2022 |